# Strandopgangen in Westland

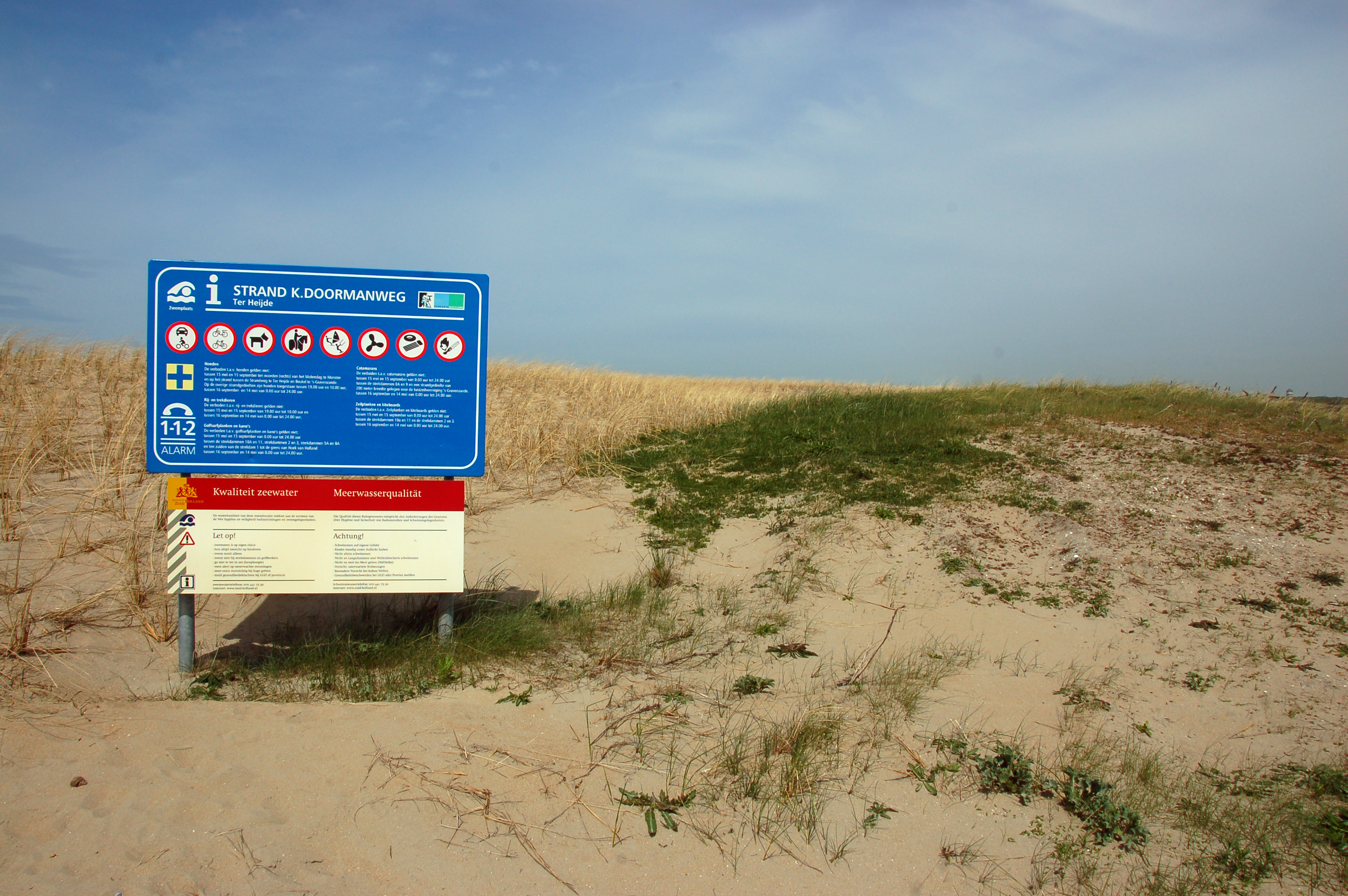
Bezoekersreglement voor het Westlandse strand

De gemeente Westland telt acht officiële strandopgangen, hieronder vermeld van noord naar zuid. Langs de duinen ligt een fietspad dat deel uitmaakt van de Landelijke fietsroute 1 en van de Duin en Kassenroute.

## Monster
De plaats Monster telt drie strandopgangen:

### Watertoren
Dit is de meest noordelijke, tegen Den Haag (Landgoed Ockenburgh) aan.
Ten noorden van deze strandopgang (Haags gebied) is naaktrecreatie toegestaan, aan de noordkant van het gebied (190 meter wandelen) is er een strandpaviljoen. De strandopgang komt uit bij de lagune van de zandmotor.
Deze strandopgang ligt midden in het natuurgebied Solleveld.
Aan het begin van de strandopgang staat de Watertoren van Monster.

### Schelpenpad
De strandopgang Schelpenpad ligt midden in het natuurgebied Solleveld. Het komt net ten zuiden uit ten opzichte van het meer van de zandmotor.

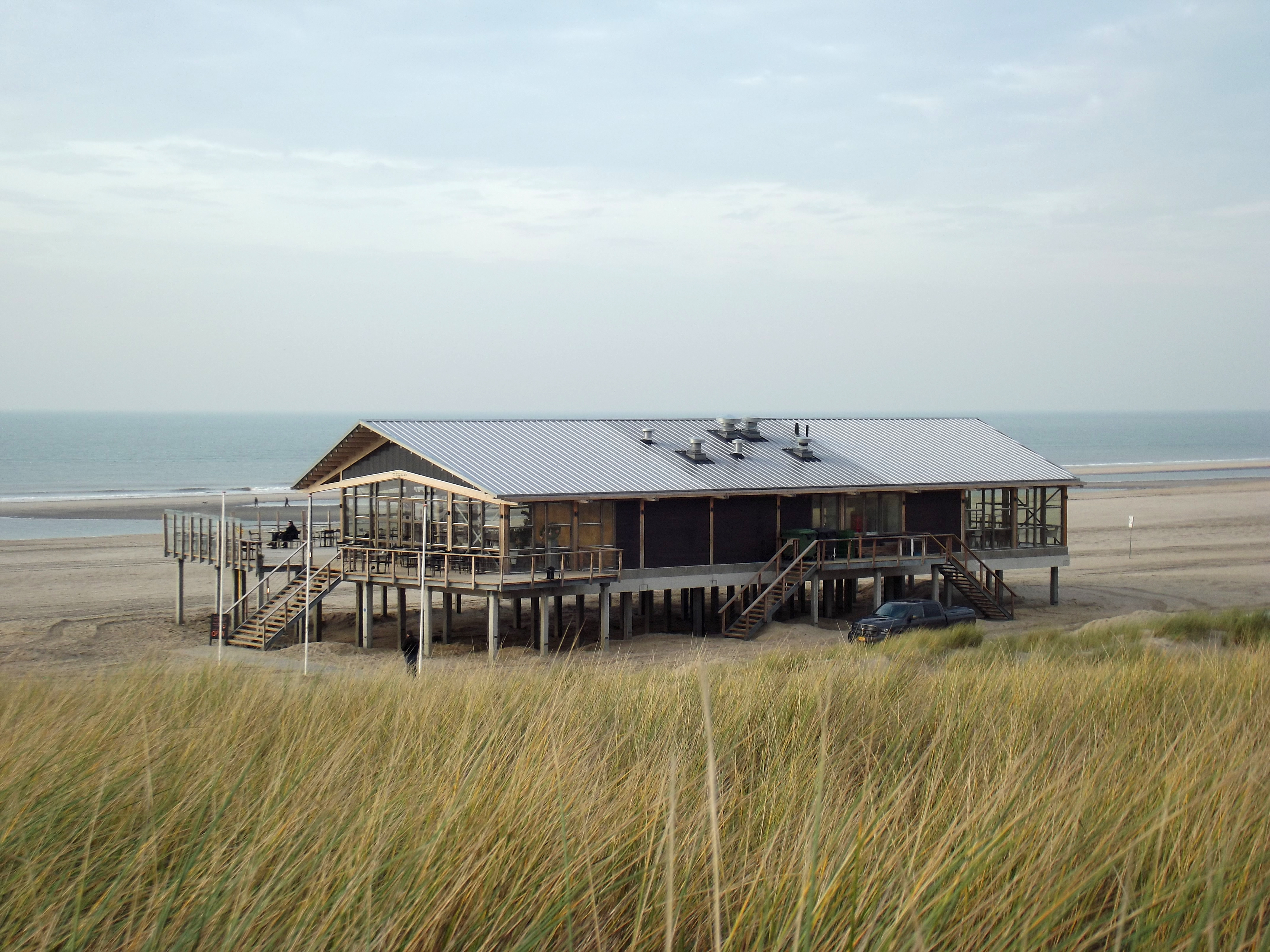
De permanente strandtent op pijlers. Deze strandtent is op het molenslag van Monster. Op dezelfde plek was vroeger een afbreekbare strandtent in de zomer

### Molenslag
Dit is de meest zuidelijke strandopgang, tegen het dorp Ter Heijde aan.
Er staan meerdere faciliteiten waaronder twee strandpaviljoens, waarvan een permanent op betonnen pijlers staat, een EHBO post en 1000 parkeerplaatsen.
Vlak bij de strandopgang was een camping gelegen. In 2013 werd besloten deze camping te sluiten.

## Ter Heijde
De plaats Ter Heijde telt twee strandopgangen:

### Karel Doormanweg
Dit is de noordelijke opgang van de twee. Hier leidt een trap naar het strand. De trap wordt ook aangeduid met Karel Doormantrap.
Er staan meerdere faciliteiten waaronder één strandtent, de reddingsbrigade en een (kite)surfvereniging. Tussen de strandopgangen Strandweg en Karel Doormanweg ligt een parkeerterrein voor ongeveer 100 auto's.

### Strandweg
Dit is de zuidelijke opgang van Ter Heijde.
Er staan meerdere faciliteiten waaronder twee strandtenten, en 100 parkeerplaatsen.
Aan het begin van de strandopgang is een hotel gelegen.
Tussen de strandopgangen Strandweg en Karel Doormanweg is de Koninklijke Nederlandse Redding Maatschappij gevestigd.

## 's-Gravenzande
De plaats 's-Gravenzande telt drie strandopgangen:

### Arendsduin
Het is de meest noordelijke, tegen het dorp Monster aan, nabij het achtergelegen gehucht Arendsduin. Er staan geen strandpaviljoens. Wel is er een onbemande post met een alarmknop voor het inroepen van hulpdiensten.
In 1942 werden de gebouwen op bevel van de Duitse bezettingsautoriteiten ontruimd. Ze werden daarna in gebruik genomen door de Organisation Todt, de Nazi-bouworganisatie van de Atlantikwall. Op de plek waar deze gebouwen stonden bevindt zich sinds 1965 een nieuw dienstgebouw van het hoogheemraadschap.
Door de aanleg van de Maasvlakte en de verlenging van de pier bij Hoek van Holland is het strand hier een stuk breder geworden. In de zomermaanden wordt op het strand tussen Arendsduin en Beukel recreatief gestrandzeild. Het strand ten zuiden van Arendsduin en 's-Gravenzande richting Hoek van Holland is ook aanmerkelijk vlakker dan dat ten noorden van Arendsduin en leent zich daardoor beter voor deze vorm van recreatie.

### Beukel
De opgang wordt ook vaak strandopgang Strandweg genoemd.
Bij de strandopgang staan twee strandtenten, een hulppost van de reddingsbrigade en 900 parkeerplaatsen.
Deze strandopgang ligt midden in het 90 ha. groot natuurgebied De Banken.

### Vlugtenburg
Dit is de meest zuidelijke strandopgang, tegen de badplaats Hoek van Holland aan. De 52e breedtegraad die vaak wel aangeduid wordt als de breedtegraad van heel Nederland komt hier "aan land".
Er staan meerdere faciliteiten waaronder twee strandtenten, reddingsbrigade, 1200 parkeerplaatsen en een surfvereniging.
Vlak bij de strandopgang zijn meerdere campings en vakantiepark Vlugtenburg met verhuurbungalows en Duynparc De Heeren van 's-Gravenzande gelegen.  
Momenteel wordt er een 35 hectare groot natuurgebied ontwikkeld ter compensatie van de Tweede Maasvlakte, waardoor strand Vlugtenburg het breedste strand van Westland is.
In zuidelijke richting, tussen paal 116,12 en 116,62, is het naaktstrand van Hoek van Holland.